# Dominique de l'Annonciation
Dominique de l'Annonciation, (en espagnol : Domingo de la Anunciación) de son vrai nom Juan de Ecija, né en 1510 à Fuente Ovejuna en Espagne et décédé en 1590 à Mexico en Nouvelle-Espagne est un prêtre Dominicain espagnol missionnaire. 

## Biographie
Attiré très jeune par la vie religieuse il demande à l'âge de 13 ans son admission chez les Franciscains, cela lui est refusé. Après la mort de son père, avec son frère aîné Hernando de Paz (qui deviendra aussi Dominicain après la mort de Dominique), il embarque en 1528 pour la Nouvelle-Espagne où son frère est employé comme secrétaire de la Real Audiencia de México ou haute cour de justice. C'est au Mexique qu'il peut réaliser sa vocation. Il entre chez les Dominicains et prend le nom de Dominique de l'Annonciation. Comme la plupart des missionnaires espagnols de Nouvelle-Espagne il se consacre à l'évangélisation des indigènes. 
Fait notable dans sa vie, en 1559, avec trois autres prêtres dont Domingo de Salazar, il fait partie de l'expédition organisée par Tristán de Luna y Arellano en direction de l'actuelle Floride. L'expédition est un désastre. Ils font naufrage et se trouvent privés de tout secours. Il manque d'y laisser la vie. Après son retour au Mexique il reprend son travail missionnaire auprès des indigènes.
En 1565, il publie Doctrina cristiana breve y compendiosa por vía de dialogo entre un maestro y un discípulo, un livre doctrinal écrit en espagnol et en Nahuatl, le seul ouvrage connu de lui.

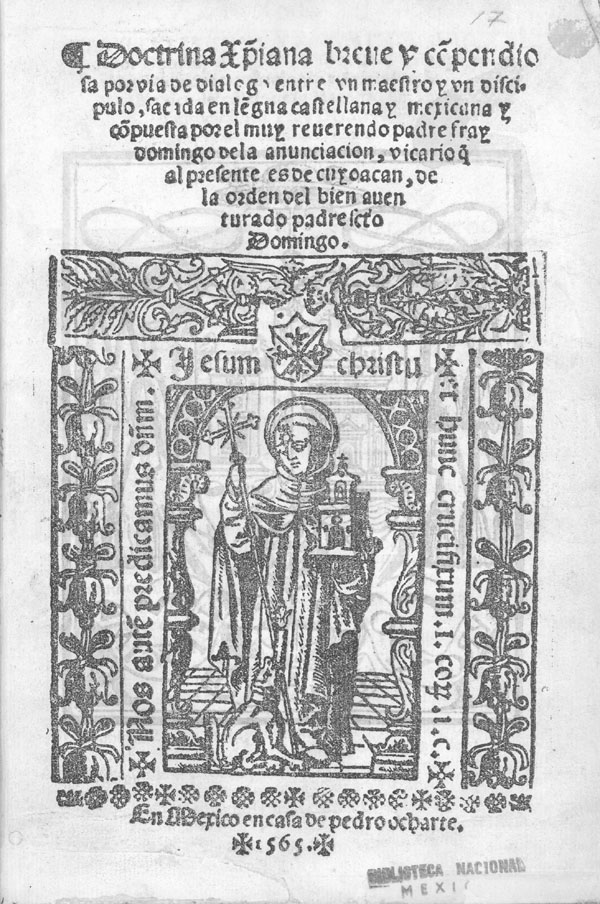
Page de garde de la Doctrina cristiana... de Dominique de l'Annonciation

Dominique de l'Annonciation semble avoir marqué son époque puisque d'autres évoquent sa mémoire et son œuvre. L'historien Dominicain et évêque de l'Archidiocèse de Saint-Domingue Augustin Dávila Padilla évoque l'homme dans ses écrits. Diego Aduarte lui aussi mentionne Dominique de l'Annonciation dans l'un de ses ouvrages.